# Eccoptosage maxima
Eccoptosage maxima là một loài tò vò trong họ Ichneumonidae.